# Labrogomphus torvus
Labrogomphus torvus är en trollsländeart som beskrevs av James George Needham 1931. Labrogomphus torvus ingår i släktet Labrogomphus och familjen flodtrollsländor. Inga underarter finns listade i Catalogue of Life.